# エニッド・マーキー
- イーニッド・マーキー

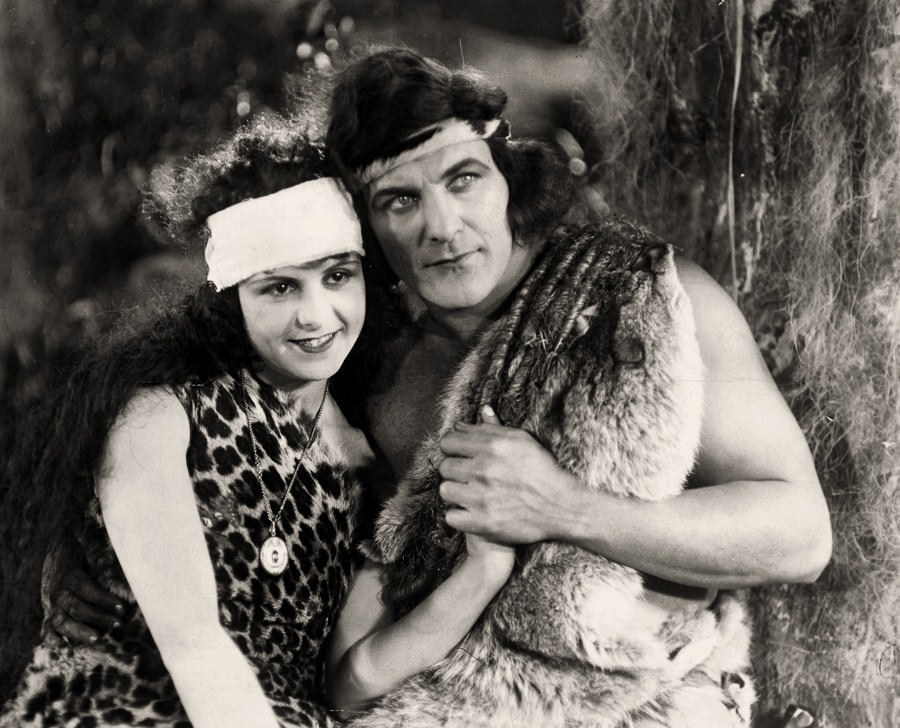
『続編ターザン 』(1918)から、ジェーン役のマーキー(左)とターザン役エルモ・リンカーン

エニッド・マーキー（Enid Markey、1894年2月22日 - 1981年11月15日）とは、アメリカ合衆国の女優。演劇、映画、テレビで活躍した。映画で『ターザン』のジェーン役を演じた最初の女優として知られる。サイレント映画期から1960年代まで息の長い活動をした。

## 生涯
コロラド州サミット郡ディロンに生まれる。デンバーのボーディングスクールで学ぶ。
舞台・ヴォードビル出演を経て映画界入り。デビュー作は1911年の『The Fortunes of War』。ニューヨーク・モーション・ピクチャーズ・コーポレーションの看板女優として臨んだ『火の海』（1914年、主演は早川雪洲と青木鶴子）では、溶岩流が村を襲うシーンを撮影中、煙にまかれて窒息しそうになる。結局、この怪我で無念の降板となった。
1918年、ターザン初の映画化『ターザン』『続編ターザン』でヒロインのジェーンを演じる。ターザン役はエルモ・リンカーンだった。
1950年代から1960年代にかけては、テレビにゲスト出演。『メイベリー110番』（バーニー・ファイフの家主役）、『マイペース二等兵』（主人公ゴーマー・パイルの祖母役）、『陽気なネルソン』など。
最後の出演作は1968年の『絞殺魔』。
1981年11月15日、ニューヨーク州ベイ・ショアで死去。87歳だった。

## 主な出演作品
- ツェッペリン最後の侵入 The Battle of Gettysburg (1913)
- Shorty's Sacrifice (1914)
- Aloha Oe (1915)
- シヴィリゼーション Civilization (1916)
- Shell 43 (1916)
- The Devil's Double (1916)
- The Yankee Way (1917)
- The Curse of Eve (1917) -　主演
- ターザン（英語版） Tarzan of the Apes (1918)
- 続編ターザン The Romance of Tarzan (1918)
- Snafu (1947)
- 裸の町 The Naked City (1948)
- 絞殺魔 The Boston Strangler (1968)